# Die Wiesenberger – No Business like Show Business
Die Wiesenberger – No Business like Show Business ist ein Dokumentarfilm von Bernard Weber und Martin Schilt. Die Filmemacher haben die 20 Bergler des Jodlerklubs Wiesenberg während zweier Jahre durch die Höhen und Tiefen ihrer Karriere begleitet. Der Film wurde anlässlich seiner Premiere an den Solothurner Filmtage 2012 mit dem Publikumspreis ausgezeichnet.

## Inhalt
Während 20 Jahren pflegten die Wiesenberger dieselben Rituale. Die singenden Bergler trafen sich einmal die Woche in der Kapelle zum gemeinsamen Proben, und sie juizten für Hochzeiten und Geburtstage. Inzwischen steht ihre Welt Kopf. Ihre CDs stürmen die Hitparaden und sie werden mit Konzertanfragen überhäuft – das Showbusiness lockt. Nun sollen sie auch noch in Shanghai auftreten. Das verlockende Angebot wird zur Zerreissprobe.
Ein Film über juitzende Bergler, die erstaunlich konfliktfreudig und basisdemokratisch ihren Zusammenhalt üben. Eine kleine Lektion in Demokratie.

## Rezeption
- Stefan Staub im cinéma Jahrbuch bezeichnete den Film als eine „äusserst kurzweiligen Lektion in helvetischer Basisdemokratie“. Und dies sei gerade die grosse Stärke des Filmes: „Dass er nicht versucht, Brauchtum und Showbusiness gegeneinander auszuspielen, sondern die Dynamik hinter diesen vordergründigen Gegensätzen in Bildern erzählt, die für sich selbst sprechen.“[1]
- Die SRF Sendung kulturplatz des Schweizer Fernsehen fand den Zugang zur urchigen Welt der Jodler adäquat. „Es ist die grosse Stärke des Films, dass er fast nebenbei mit vielen Klischees aufräumt. Dabei huldigt er keiner angeblich heilen Welt, sondern richtet den Blick auf eine faszinierend starke soziale Gemeinschaft.“
- Die TagesWoche Basel befand: „Der Film ist eine kleine eidgenossenschaftliche Grundlektion: Wer nicht zuhören kann, sollte nicht mitsingen. Wer mitsingen will, sollte seine eigene Stimme finden. Wer eine Stimme haben will, ist auf die Unterschiede zu anderen Stimmen angewiesen. Das braucht nicht nur gutes Gehör. Es braucht auch den guten Ton.“
- Antoine Duplan im Le Temps schreibt: „Wir sind nicht im kleinen netten Heimatfilm. Die Autoren des Films, beide in Zürich wohnhaft, blicken als Städter mit einer feinen Prise Ironie auf die Innerschweiz.“[2]
- Michael Sennhauser in Sennhausers Filmblog: „[…] über die Geschichte hinaus wird der Film zu einer unaufdringlichen Reflexion der medialen Spiegelwelt und ist nicht nur grösser geworden als die Summe seiner Teile, sondern auch doppelbödiger […] eine Metapher für den ‚Sonderfall Schweiz‘, der mit Kompromissen den Erfolg am Leben hält.“[3]

## Auszeichnungen
- 2012: Nomination Earth Grand Prix am Internationalen Filmfestival von Tokio
- 2012: Publikumspreis Solothurner Filmtage
- 2012: Publikumspreis Film Festival Eberswalde